# Lịch sử Ai Cập

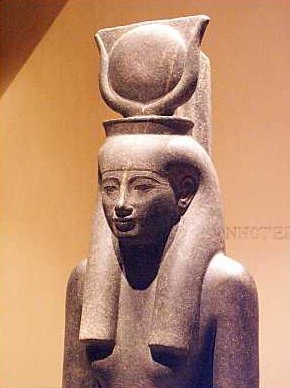
Hathor, nữ thần của dải Ngân Hà

Lịch sử Ai Cập là lịch sử của một lãnh thổ thống nhất lâu đời nhất trên thế giới. Vùng Thung lũng sông Nin tạo một khối địa lý thiên nhiên và kinh tế, bao bọc bởi sa mạc hai bên đông tây, phía bắc giáp biển, và phía nam là các hố nước sông Nin. Vấn đề quản lý nguồn nước sông Nin đưa đến thành lập chính quyền khu vực này từ khoảng năm 5000 TCN. Vì địa thế của Ai Cập gây khó khăn cho những nước khác đến chiếm đóng, xứ này giữ độc lập tự chủ trong nhiều thế kỷ. Tuy nhiên, từ khi con người tổ chức được những đoàn quân lớn vượt sa mạc, và những hạm đội lớn băng qua biển, thì Ai Cập liên tiếp bị nhiều đế quốc vào đô hộ, đưa đến sự mất đi chữ viết, ngôn ngữ và bản sắc dân tộc.

## Độc lập và ngoại xâm
Trong quá trình 7000 năm lịch sử, Ai Cập đã có những thời huy hoàng của người bản xứ cai trị trước năm 1000 TCN. Nhưng Ai Cập cũng bị người nước ngoài vào đô hộ hơn 2400 năm. Được biết đến thời xa xưa nhất là "người phương Đông" vào khoảng 3300 TCN. Kế đến là Triều đại người Hyksos vào khoảng năm 1700 - 1580 TCN. Khoảng 600 năm sau có người Libya phía tây sang lập một Triều đại. Năm 730 TCN Ai Cập rơi vào sự lệ thuộc người Nubia phía nam.
Năm 672 TCN Ai Cập bị một thế lực từ phương xa là đế quốc Assyria ở Syria sang chiếm một thời gian ngắn. Giai đoạn 525 - 332 TCN Ai Cập là tỉnh của đế quốc Ba Tư, với một khoảng 61 năm độc lập 404 - 343 TCN. Ai Cập tiếp tục bị các đế quốc từ xa là Macedonia và La Mã đến cai trị trước khi bị đế quốc Ả Rập láng giềng sang chiếm.
Từ cuối thế kỷ 9 trở đi, Ai Cập lại có được những chính quyền tự chủ, đóng đô trên đất Ai Cập, mặc dù những vị vua là người Thổ Nhĩ Kỳ (nhà Tulunid và nhà Mamluk giai đoạn đầu), người Nubia ở Sudan (một vị vua nhà Ikhshidid), người Ả Rập (nhà Fatima), người Kurd (nhà Ayyub) và người Circassian (nhà Mamluk giai đoạn sau).
Năm 1517, Ai Cập bị trở thành tỉnh của Đế quốc Ottoman người Thổ Nhĩ Kỳ, rồi trở thành nước của nhà Muhammad Ali người Albania (1805 - 1953). Ai Cập cũng chịu ảnh hưởng của Đế quốc Pháp và Đế quốc Anh.
Tổng thống Ai Cập Gamal Abdel Nasser (1954 – 1970) có thể đúng phần nào khi ông cho rằng ông là người Ai Cập chính gốc đầu tiên giữ chức lãnh đạo Ai Cập tự trị từ khi pharaon Nectanebo II bị quân Ba Tư lật đổ năm 343 TCN.

## Mức độ được quan tâm
Ít có lịch sử nước nào sánh được với lịch sử Ai Cập về mức độ được quan tâm. Một người, dù thuộc chủng tộc nào, văn hóa nào cũng không khỏi bị lôi cuốn bởi những kim tự tháp bên trong có bảo vật, mê hồn trận và những hàng chữ tượng hình, tuy đã được giải mã, nhưng vẫn còn đượm nhiều huyền bí. Ai Cập thời cổ còn được biết như Đất nước của các pharaon.
Ai Cập cũng là cái nôi của một nền văn minh rất cổ xưa, thầy của nền văn minh Hy Lạp, căn bản của văn minh các cường quốc Âu Mỹ ngày nay. Dưới thời nhà Ptolemaios (323 - 30 TCN), viện văn hóa Museion của Alexandria và thư viện Alexandria cũng là tụ điểm tinh hoa của nền văn minh Hy Lạp.
Đối với hơn 3 tỷ tín đồ của hai tôn giáo lớn nhất thế giới ngày nay là Kitô giáo và Hồi giáo, Ai Cập là đất của kinh điển, nơi các thánh Abraham, Jacob, Joseph và Moses đã từng trải qua một quãng đời, và được ban nhiều điều mầu nhiệm ghi trong Kinh Thánh và Kinh Koran.
Sự thất truyền trên nhiều phương diện của văn minh cổ Ai Cập gợi cho người ta lòng hiếu kỳ háo hức muốn tìm lại một dĩ vãng huy hoàng của một thời đã mất, của một dân tộc cổ coi như không còn nữa.
Sau khi bị người Ả Rập vào chiếm và truyền bá đạo Hồi, Ai Cập dần dần trở thành một nước nói tiếng Ả Rập, với quốc giáo là đạo Hồi. Nhưng Ai Cập không giữ một vai trò thứ yếu đối với Hồi giáo hay chủng tộc Ả Rập. Viện đại học Al-Azhar ở thủ đô Cairo được ví như là tòa thánh Vatican của thế giới Hồi giáo. Cơ quan điều hành và gìn giữ ngôn ngữ Ả Rập cho 19 quốc gia nói tiếng Ả Rập nằm ở Ai Cập. Đây là những điểm khiến tín đồ Hồi giáo hay người nói tiếng Ả Rập cũng muốn biết thêm về lịch sử Ai Cập.
Ai Cập giữ một vai trò hàng đầu trong các cuộc Thập Tự Chinh giành thánh địa Jerusalem giữa các nước Kitô giáo ở châu Âu và các nước Hồi giáo ở Trung Đông. Ai Cập là đất dựng nghiệp của người anh hùng Saladin Khôn Ngoan nhân đạo và mã thượng, người đã giành lại được Jerusalem cho khối Hồi giáo, và quan trọng hơn, đã mở cổng cho con đường hoà bình giữa Âu Châu và Trung Đông.
Ai Cập cũng là tiền đồn bảo vệ châu Âu, châu Phi và bán đảo Ả Rập khỏi những cuộc tàn sát và tàn phá của đế quốc Mông Cổ. Khi quân Mông Cổ tiến công năm 1260, vài thế lực Kitô giáo đã ngưng Thập Tự Chinh để hợp tác với quân Hồi giáo của Ai Cập, đưa đến chiến thắng Ain Jalut, chiến thắng đầu tiên mà Âu Châu và Trung Đông biết được đối với quân Mông Cổ từ 40 năm. Sự vững mạnh của nhà Mamluk ở Ai Cập cũng khiến cho nhiều đợt tấn công của Mông Cổ trong vài mươi năm kế tiếp bị chận đứng.
Lịch sử Ai Cập cũng liên quan đến cuộc đời và sự nghiệp của nhiều danh nhân như Alexandros Đại Đế, Julius Caesar hay Napoléon Bonaparte. Cuộc đời của nhiều danh nhân Ai Cập như Thutmosis III, Ramesses II hay Cleopatra cũng đã được tiểu thuyết hóa hoặc quay thành phim để giới thiệu đến đại chúng khắp nơi.

## Những giai đoạn lớn

### Thời kỳ cổ đại (khoảng 3100 TCN - 525 TCN)
Với những trang sử bắt đầu từ khoảng năm 5000 TCN (hoặc 3000 TCN nếu không tính các nước và các vua trước thời pharaon Menes) và kết thúc năm 332 TCN hoặc 30 TCN, thời Ai Cập cổ đại vẫn dài hơn tất cả các thời đại khác của lịch sử Ai Cập cộng lại, và có nhiều Vương triều hơn tất cả các thời đại khác.
Đây cũng là thời đại duy nhất mà người Ai Cập nguyên thủy cai trị được toàn lãnh thổ Ai Cập.

### Thời kỳ thuộc Ba Tư (525 TCN - 404 TCN) (343 TCN - 332 TCN)
Năm 525 TCN, Ai Cập trở thành một vùng lãnh thổ thuộc đế quốc Ba Tư cổ đại. Các Shahanshah Ba Tư (tức Vua của các vua) trị vì trong thời này cũng dùng hiệu pharaon tại Ai Cập. Người Ai Cập khôi phục được độc lập trong 61 năm (404 TCN - 343 TCN), trước khi bị Ba Tư đô hộ lần thứ hai (343 TCN - 332 TCN).

### Thời kỳ thuộc Hy Lạp (332 TCN - 30 TCN)
Với cuộc chinh phục của Alexandros Đại Đế vua xứ Macedonia, và sự kế nghiệp của nhà Ptolemaios do một cận tướng của Đại Đế là Ptolemaios I Soter lập ra, Ai Cập trở thành một thành viên của đại gia đình các quốc gia nói tiếng Hy Lạp. Thủ đô Alexandria của Ai Cập cũng trở thành trung tâm lớn nhất và rực rỡ nhất của văn minh Hy Lạp. Các vua tộc Hy Lạp thời này cũng dùng hiệu Pharaon đối với người Ai Cập.

### Thời kỳ thuộc La Mã (30 TCN - 642)
Ai Cập trở thành tỉnh của La Mã năm 30 TCN và người Ai Cập không được coi là công dân La Mã trong hơn hai thế kỷ. Đây là thời kỳ mà dân tộc cổ Ai Cập mất đi bản sắc, và là thời kỳ tôn giáo cổ Ai Cập biến mất, nhường chỗ cho Kitô giáo thành tôn giáo chính.
Cuối thời kỳ thuộc La Mã, có một thời gian ngắn Ai Cập bị lệ thuộc Ba Tư lần thứ ba (Năm 621 - 629).

### Thời kỳ thuộc Ả Rập (642 - 935)
Trong cuộc chiến tranh giữa quốc gia Hồi giáo của người Ả Rập và đế quốc Đông La Mã, đất Ai Cập đổi sang quyền kiểm soát của người Ả Rập. Thời này cư dân Ai Cập phần lớn bị đồng hóa thành người Ả Rập. Kitô giáo dần dần trở thành tôn giáo thứ hai, sau đạo Hồi tôn giáo của giới cai trị.
Với thời gian, quốc gia Hồi giáo biến chất thành đế quốc Ả Rập, và khi đế quốc Ả Rập suy yếu thì Ai Cập lại có những Triều đại địa phương cai trị.

### Nhà Tulunid (868 - 905)
Triều đại địa phương đầu tiên là nhà Tulunid của những tổng đốc người Thổ Nhĩ Kỳ. Triều đại này đã đạt được những nền móng kinh tế và quân sự vững chắc cho một nước Ai Cập tự chủ.

### Nhà Ikhshidid (935 - 969)
Sau nhà Tulunid, Ai Cập lại trực thuộc đế quốc Ả Rập thêm 30 năm (905 - 935). Khi đế quốc này suy yếu lần nữa thì Ai Cập thực thụ bước sang thời kỳ tự chủ với nhà Ikhshidid.

### Nhà Fatima (969 - 1171)
Nhà Fatima đã bắt đầu tại Tunisia từ năm 910, nhưng khi họ chiếm được Ai Cập năm 969 thì họ lập tức cho xây thành phố Cairo ở Ai Cập và dời đô về đấy. Do đó, đối với Ai Cập thì nhà Fatima bắt đầu vào năm 969.

### Nhà Ayyub (1171 - 1250)
Nhà Ayyubid khởi nghiệp tại Ai Cập, nhưng dựa trên lực lượng đến từ Syria. Có nhiều lúc họ cai trị từ Syria.

### Nhà Mamluk (1250 - 1517)
Nhà Mamluk là một Triều đại của những người nô lệ trở thành tướng và nối nhau lên ngôi sultan trị nước. Đây là một hiện tượng đặc biệt có lẽ chỉ có trong lịch sử Ai Cập và lịch sử Ấn Độ.
Nhà Mamluk nhiều khi được coi là hai Triều đại: nhà Bahri (1250 - 1390) với các lãnh tụ người Thổ Nhĩ Kỳ và nhà Burji (1390 - 1517) người Circassian.

### Thời kỳ thuộc Thổ Nhĩ Kỳ (1517 - 1805)
Năm 1517, Ai Cập bị sáp nhập vào đế quốc Ottoman. Các nô tướng Mamluk và con cháu nhà Burji vẫn được người Ottoman trọng dụng trong chính quyền.
Vào cuối giai đoạn này, Ai Cập bị quân Pháp của Napoléon Bonaparte vào chiếm 3 năm (1798 - 1801).

### Nhà Muhammad Ali (1805 - 1953)
Năm 1805, sultan nhà Ottoman phong cho tướng Muhammad Ali làm tổng đốc Ai Cập. Từ đó, Ai Cập trở thành một giang sơn tự trị của nhà Muhammad Ali. Ngoài mặt, Ai Cập vẫn là tỉnh hay nước chư hầu của đế quốc Ottoman cho đến năm 1914.
Ai Cập cũng bị đế quốc Anh chiếm đóng từ năm 1882, và lập cuộc Bảo Hộ trong khoảng (1914 - 1922). Người Anh chỉ hoàn toàn rút khỏi Ai Cập năm 1956, sau khi nhà Muhammad Ali đã bị truất phế.
Mặc dù không lúc nào có được trọn chủ quyền cai trị Ai Cập trên cả danh nghĩa lẫn thực tế, nhà Muhammad Ali đã có công lớn canh tân đất nước, khiến Ai Cập trở thành một nước hiện đại bậc nhất thế giới bên ngoài châu Âu và Bắc Mỹ.
Song song với cuộc canh tân, khoa khảo cổ học Ai Cập, chủ yếu do người Âu đẩy mạnh, cũng đạt được nhiều thành quả vang dội, đáng kể nhất là chữ viết cổ Ai Cập được giải mã và đọc được trở lại.
Các Thủ tướng Ai Cập thời nhà Muhammad Ali (1878 - 1953):
1. Nubar Pasha: 1878 - 1879 (Đảng Độc lập)
2. Isma'il Pasha: 1879
3. Muhammad Tawfiq Pasha: 1879
4. Muhammad Sharif Pasha: 1879
5. Muhammad Tawfiq Pasha: 1879
6. Riyad Pasha: 1879 - 1881
7. Muhammad Sharif Pasha: 1881 - 1882
8. Mahmoud Sami el-Baroudi: 1882
9. Isma'il Raghib Pasha: 1882
10. Ahmed Arabi: 1882, thủ lĩnh quân khởi nghĩa
11. Muhammad Sharif Pasha: 1882 - 1884
12. Nubar Pasha: 1884 - 1888
13. Riyad Pasha: 1888 - 1891
14. Mustafa Pasha Fahmi: 1891 - 1893
15. Hussein Fahri Pasha: 1893
16. Riyad Pasha: 1893 - 1894
17. Nubar Pasha: 1894 - 1895
18. Mustafa Pasha Fahmi: 1895 - 1908
19. Boutros Ghali: 1908 - 1910
20. Muhammad Said Pasha: 1910 - 1914
21. Hussein Rushdi Pasha: 1914 - 1919
22. Muhammad Said Pasha: 1919
23. Youssef Wahba Pasha: 1919 - 1920
24. Muhammad Tawfiq Nasim Pasha: 1920 - 1921
25. Adli Yakan Pasha: 1921 - 1922 (Đảng Tự do Hiến pháp)
26. Abdel Khaliq Sarwat Pasha: 1922 - 1923 (Đảng Tự do Hiến pháp)
27. Muhammad Tawfiq Nasim Pasha: 1922 - 1923
28. Yahya Ibrahim Pasha: 1923 - 1924
29. Saad Zaghlul: 1924 (Đảng Wafd)
30. Ahmad Ziwar Pasha: 1924 - 1926 (Đảng Liên bang)
31. Adli Yakan Pasha: 1926 - 1927 (Đảng Tự do Hiến pháp)
32. Abdel Khaliq Sarwat Pasha: 1927 - 1928
33. Mustafa el-Nahhas Pasha: 1928 (Đảng Wafd)
34. Muhammad Mahmoud Pasha: 1928 - 1929 (Đảng Tự do Hiến pháp)
35. Adli Yakan Pasha: 1929 - 1930
36. Mustafa el-Nahhas Pasha: 1930 (Đảng Wafd)
37. Isma'il Sidqi Pasha: 1930 - 1933 (Đảng Nhân dân)
38. Abdel Fattah Yahya Pasha: 1933 - 1934 (Đảng Liên minh)
39. Muhammad Tawfiq Nasim Pasha: 1934 - 1936
40. Ali Pasha Mahir: 1936
41. Mustafa el-Nahhas: 1936 - 1937 (Đảng Wafd)
42. Muhammad Mahmoud Pasha: 1937 - 1939
43. Ali Pasha Mahir: 1939 - 1940 (Đảng Liên minh)
44. Hassan Sabry Pasha: 1940 (Đảng Độc lập)
45. Hussein Sirri Pasha: 1940 - 1942
46. Mustafa el-Nahhas: 1942 - 1944 (Đảng Wafd)
47. Ahmad Mahir Pasha: 1944 - 1945 (Đảng Saad)
48. Mahmoud an-Nukrashi Pasha: 1945 - 1946
49. Isma'il Sidqi Pasha: 1946 - 1947 (Đảng Nhân dân)
50. Mahmoud an-Nukrashi Pasha: 1947 - 1948 (Đảng Saad)
51. Ibrahim Abdel Hadi Pasha: 1948 - 1949
52. Hussein Sirri Pasha: 1949 - 1950 (Đảng Độc lập)
53. Mustafa el-Nahhas Pasha: 1950 - 1952
54. Ali Pasha Mahir: 1952 (Đảng Liên minh, 2 tháng)
55. Ahmad Najib al-Hilali Pasha: 1952 (Đảng Độc lập, 4 tháng)
56. Hussein Sirri Pasha: 1952 (20 ngày)
57. Ahmad Najib al-Hilali Pasha: 1952 (1 ngày)
58. Ali Pasha Mahir: 1952 (2 tháng)
59. Muhammad Naguib: 1952 - 1953

Các Toàn quyền Anh ở thời kỳ Ai Cập thuộc Anh (1883 - 1952):
1. William Hicks: 1883 - 1884
2. Henry Watts Russell de Coetlogon: 1884
3. Charles George Gordon: 1884 - 1885 (Chết trong trận Khartum với quân của Mahdi)
4. Muhammad Ahmed (Mahdi): 1885; thủ lĩnh cuộc khởi nghĩa Mahdi ở Ai Cập - Sudan
5. Abdullabi: 1885 - 1898
6. Herbert Kitchener: 1898 - 1899
7. Francis Reginald Wingate: 1899 - 1916
8. Oliver Lee Fitzmaurice Stack: 1917 - 1924
9. Wasey Sterry: 1924 - 1925
10. Geoffrey Francis Archer: 1925 - 1926
11. John Loader Maffey: 1926 - 1934
12. George Stewart Symes: 1934 - 1940
13. Hubert Jervoise Huddleston: 1940 - 1947
14. Robert George Howe: 1947 - 1952

### Thời cận đại và hiện đại (1953 - nay)
Ảnh hưởng phong trào dân chủ từ châu Âu, người Ai Cập lập các đảng phái chính trị, đưa đến một cuộc đảo chính do quân đội thực hiện năm 1952 và sự khai sinh nước Cộng hòa Ả Rập Ai Cập năm 1953.
Ai Cập giữ một vai trò quan trọng hàng đầu trong những cố gắng thống nhất các xứ nói tiếng Ả Rập, trong những tiến trình chiến tranh và hoà bình giữa khối Ả Rập và quốc gia Do Thái, và trong lãnh vực văn hóa đối với các nước bờ nam Địa Trung Hải.
Các Thủ tướng Ai Cập thời độc lập (1953 đến nay):
1. Muhammad Naguib: 1953 - 1954; đồng thời là Tổng thống Ai Cập
2. Gamal Abdel Nasser: 1954
3. Muhammad Naguib: 1954
4. Gamal Abdel Nasser: 1954 - 1962; đồng thời là Tổng thống Ai Cập từ 1958 - 1970
5. Ali Sabri: 1962 - 1965
6. Zakaria Mohieddin: 1965 - 1966 (Đảng Arab Liên minh xã hội chủ nghĩa)
7. Muhammad Sedki: 1966 - 1967
8. Gamal Abdel Nasser: 1967 - 1970, mất khi đang tại chức
9. Mahmoud Fawzi: 1970 - 1972 (Đảng Arab Liên minh xã hội chủ nghĩa)
10. Aziz Sedki: 1972 - 1973
11. Anwar Sadat: 1973 - 1974; đồng thời là Tổng thống Ai Cập từ 1970 - 1981
12. Abd El Aziz Muhammad Hegazi: 1974 - 1975
13. Mamdouh Salem: 1975 - 1978
14. Mustafa Khalil: 1978 - 1980 (Đảng Dân chủ Quốc gia)
15. Anwar Sadat: 1980 - 1981
16. Hosni Mubarak: 1981 - 1982,; đồng thời là Tổng thống Ai Cập từ 1981 - 2011
17. Ahmad Fuad Mohieddin: 1982 - 1984
18. Kamal Hassan Ali: 1984 - 1985
19. Ali Lutfi Mahmud: 1985 - 1986
20. Atef Sedki: 1986 - 1996
21. Kamal Ganzouri: 1996 - 1999
22. Atef Ebeid: 1999 - 2004
23. Ahmed Nazif: 2004 - 2011
24. Ahmed Shafik: 2011 (Đảng Độc lập, 2 tháng)
25. Essam Sharaf: 2011 (9 tháng)
26. Kamal Ganzouri: 2011 - 2012
27. Hesham Qandil: 2012 - 2013
28. Hazem Beblawi Al: 2013 - 2014
29. Ibrahim Mahlab: 2014 - nay.

## Sách tham khảo
- Freeman-Greenville, G.S.P. Chronology of World History: A Calendar of Principal Events from 3000 B.C. to A.D. 1976. 2nd ed. London: Rex Collings, 1978.
- Grun, Bernard. The Timetables of History: A Horizontal Linkage of People and Events. 3rd rev. ed. New York: Simon and Schuster, 1991.